# Movimiento para la Autodeterminación de Cabilia
El Movimiento por la Autonomía de Cabilia (MAC) nacido en junio de 2001, que se convirtió en el Movimiento para la Autodeterminación de Cabilia (en idioma cabilio: Amussu i ufraniman n tmurt n Yiqbayliyen), desde la reunión de su consejo nacional el 4 de octubre de 2013, es un movimiento cabilio nacido en medio de los acontecimientos de la Cabilia y la revuelta de la población contra el poder del gobierno central de Argelia, durante la primavera negra de la Cabilia (2001-2003). El MAC es el movimiento de liberación nacional de la Cabilia que trabaja para acabar con la opresión del gobierno central argelino, conseguir la autodeterminación del pueblo cabilio y conducirlo hacia la independencia nacional.

## Historia
El movimiento nació a raíz de los acontecimientos vividos en la región de la Cabilia y tras la protesta de la población bereber contra el régimen argelino y para conseguir mayores cotas de justicia social durante la Primavera Negra de la Cabilia en 2001.
Este movimiento, que se dice pacífico, luchó inicialmente (antes de 2013) por la autonomía antes de abogar por la organización de un referéndum de autodeterminación en Cabilia que incluyera la independencia como opción .
En 2013, una asociación formada en París por el Movimiento para la Autonomía de la Cabilia tiene como objetivo formar un gobierno provisional en la Cabilia (PG). El Gobierno Provisional de Cabilia estaba compuesto por un presidente, Ferhat Mehenni, detenido varias veces en Argelia y bajo la influencia de una orden de arresto de las autoridades argelinas, nueve ministros, dos mujeres y siete hombres, originarios de las tres subregiones de Cabilia.
En 2014, el GPK organizó elecciones para la bandera que representará a la Cabilia hasta su independencia, momento en el cual una asamblea elegida deberá decidir sobre la cuestión de su preservación o el cambio de símbolo nacional. El 11 de diciembre de 2014, el Anavad izo pública la bandera elegida. Con motivo de las marchas conmemorativas de la Primavera Negra de 2001 y la Primavera Bereber , la bandera independentista fue objeto de un auténtico enfrentamiento entre los manifestantes soberanistas y las autoridades argelinas, que recibieron la orden de bloquear cualquier intento de distribución de la bandera a los activistas tan pronto como lleguen las copias a los aeropuertos. En respuesta, los manifestantes separatistas hicieron imprimir miles de banderas de papel o “flyers” para reafirmar que sus marchas pertenecían a las ideas del MAC y el GPK.
En 2016, MAK se fusionó con el Gobierno Provisional Cabilio (GPC) para formar el movimiento MAC-ANAVAD. El MAC sigue siendo un grupo minoritario establecido principalmente en el extranjero